# Съюз на умерените партии
Съюзът на умерените партии (на френски: Union des Partis Moderés) е консервативна политическа партия във Вануату.
Основана е през 1981 година, обединявайки няколко опозиционни организации с влияние главно сред френскоезичната общност в страната. След падането от власт на Вануаку Пати през 1981 година Съюзът на умерените партии играе водеща роля в политическия живот. Нейни представители оглавяват правителството през 1991-1998 и 2004 година.
На парламентарните избори през 2012 година партията е трета с 5 от 52 места в парламента.